# Samuel Shepheard (MP)
Samuel Shepheard (c. 1648 - 4 de janeiro de 1719), de St Magnus-the-Martyr, e Bishopsgate Street, Londres, foi um membro do Parlamento inglês por Newport de 8 de janeiro a 15 de abril de 1701 e por Londres entre os anos de 1705-1708.
Shepheard era vinicultor. Ele fez parceria com Basil Firebrace.
Shepheard foi eleito para o Tribunal do Conselho Comum da City of London Corporation por Bridge Ward entre os anos 1688-9.